# Ilgiz Tantashev
Ilgiz Tantashev (Bukhara, 5 aprile 1984) è un arbitro di calcio uzbeko, impegnato nel mondiale per club 2025.

## Carriera

### Club
Ha diretto per la prima volta una partita della AFC Cup il 1º aprile 2014, nell'incontro tra il Nay Pyi Taw FC e il Kitchee SC.
L'anno successivo, il 4 marzo, ha debuttato anche nella AFC Champions League, arbitrando la partita tra gli Urawa Red Diamonds e il Brisbane Roar.
Oltre al campionato nazionale, ha arbitrato come direttore di gara ospite anche in altre competizioni, tra cui la semifinale dei playoff della Indian Super League nella stagione 2019/20 tra FC Goa e Chennaiyin FC, una partita della Saudi Professional League nella stagione 2020/21, e una partita di campionato della Vysshaya Liga in Tagikistan.
Nel 2025 dirige alcune partite del mondiale per club 2025, esordendo nel match tra Fluminense e Borussia Dortmund, finita 0-0.

### Nazionali
La sua prima partita nota tra squadre nazionali maggiori è stata un'amichevole tra Singapore e Myanmar il 26 novembre 2014.
Ha esordito in un torneo ufficiale durante la Coppa d’Asia 2019, dirigendo la partita del girone tra India e Bahrein. Poco dopo, ha arbitrato due incontri della fase a gironi della Coppa dell'Asia Orientale 2019.
Dopo ulteriori partite di qualificazione e amichevoli, ha diretto due partite della fase a gironi della Coppa del Golfo 2023. È stato inoltre selezionato per la Coppa d'Asia 2023.
Il suo debutto in un torneo intercontinentale è avvenuto al Torneo olimpico di calcio 2024. Insieme ai suoi assistenti Andrey Tsapenko e Timur Gaynullin è stato designato per dirigere quattro partite.
Durante la sua quarta direzione, nella semifinale tra Marocco e Spagna, ha subito un infortunio alla gamba in seguito a una collisione involontaria con lo spagnolo Marc Pubill. Dopo 17 minuti di gioco, ha dovuto cedere la direzione della gara al quarto ufficiale Glenn Nyberg.

## Impegni aiXXXIII giochi olimpici
| Fase             |   | Data           | Luogo     | Squadra 1 | Squadra 2 | Risultato |
| ---------------- | - | -------------- | --------- | --------- | --------- | --------- |
| Fase a gironi    | M | 27 Luglio 2024 | Nizza     | Francia   | Guinea    | 1-0       |
| Fase a gironi    | M | 30 Luglio 2024 | Parigi    | Paraguay  | Mali      | 1-0       |
| Quarti di finale | M | 2 Agosto 2024  | Bordeaux  | Francia   | Argentina | 1-0       |
| Semifinale       | M | 5 Agosto 2024  | Marsiglia | Marocco   | Spagna    | 1-2       |